# 陽明経病
伝統中国医学における陽明経病（ようめいけいびょう）は、六経病の一つで太陽経病が進んで次に起こる外感性疾病。三陰三陽病では陽明病である。陽明経（大腸経、胃経）に外邪が侵襲、陽明経が主るのは肌肉であり、その経絡は鼻をはさんで目に連なっている。そのため目が痛み、鼻が乾き、安臥することができなくなる。次に少陽経病に移行する。
三陽経病が病を受けても、未だ臓に侵入しないものは、発汗によって治癒しうる。